# Bentheimerschans

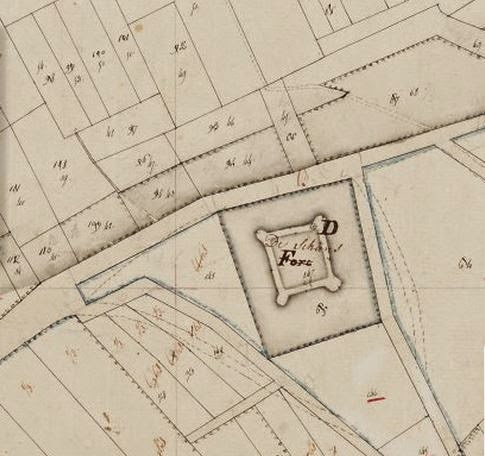
Bentheimerschans op het kadastraal minuutplan van 1811-1832

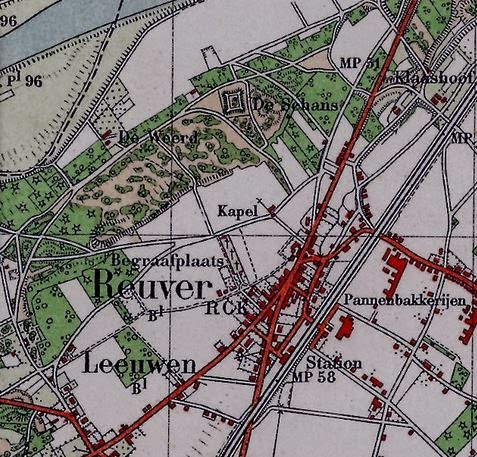
Bentheimerschans op de topografisch militaire kaart van 1896

De Bentheimerschans, Bentheimer Schans, Brigittenschans of Fort Sint-Brigitte was een boerenschans bij Reuver in de Nederlandse gemeente Beesel. De schans lag ten noorden van het dorp bij de straten Schinheuvel en Berkenweg. De schans ligt op een steilrand met verder naar het noorden de rivier de Maas.
Op ongeveer 1700 meter naar het zuidwesten lag de Lommerschans.

## Geschiedenis
In 1579 zou de schans zijn aangelegd. De schans werd gebruikt door lokale inwoners om zich in tijd van oorlog en rondtrekkende dievenbenden terug te kunnen trekken.

## Constructie
De schans had een vierkant plattegrond met hoekbastions. Rond de schans lag een watervoerende gracht.